# Carex angustiutricula
Carex angustiutricula är en halvgräsart som beskrevs av Fa Tsuan Wang, Tang och Lun Kai Dai. Carex angustiutricula ingår i släktet starrar, och familjen halvgräs. Inga underarter finns listade i Catalogue of Life.